# Mateja Bizjak Petit
Pour les articles homonymes, voir Bizjak et Petit.
Mateja Bizjak-Petit, née en mars 1969 à Ljubljana, est une poète, traductrice, dramaturge et metteuse en scène franco-slovène.

## Biographie
Mateja Bizjak-Petit suit des études de dramaturgie à l'université de Ljubljana. Elle se spécialise au Théâtre des Mains nues chez Alain Recoing à Paris et aux États-Unis en tant que metteuse en scène au Centre des marionnettes (Center for Puppetry Arts) d'Atlanta.
Elle s'expatrie pour la France, où elle vit depuis 1992. De juillet 2011 à décembre 2023, elle dirige le Centre de Créations pour l'Enfance - Maison de la poésie jeunesse, à Tinqueux. Au cours de cette période, elle fonde en 2013, avec le poète Pierre Soletti, la « Fête de la poésie jeunesse ». Avec le collectif Ma-Théâ, elle écrit et met en scène des spectacles pour les tout-petits en France, en Slovénie et en Croatie, en collaboration avec des théâtres de Strasbourg, de Ljubljana, de Maribor et de Rijeka.
Elle traduit du français au slovène des textes de poètes tels qu'André Velter, Zéno Bianu, Valérie Rouzeau, Guy Goffette et Claude Esteban.

## Publications

### En français
- 2014 : Alice aux milles bras, co-édition Rafael de Surtis et Écrits des Forges,  (ISBN 9782846723695)
- 2016 : Je suis ton poème, Éditions du Petit Flou, Corrèze  (ISBN 9782846723695)
- 2019 : Le Petit plus, illustré par Noémie Petit, coll. « Carnets de Vie », L'Atelier des Noyers, Perrigny-lès-Dijon  (ISBN 9782490185191)

### En slovène
- 2005 : Le Ti, Mariborska literarna družba  (ISBN 961-6483-32-3)
- 2009 : Alica s tisoč rokami / Alice aux milles bras, édition bilingue
- 2012 : Vosek speče sreče

## Traductions

### Du français au slovène
- 2011 : Skrajna ljubezen : pesmi za Chantal Mauduit, d'André Velter, Književno društvo Hiša poezije  (ISBN 978-961-6758-20-8)
- 2013 : Biti ogenj, d'André Velter et Zéno Bianu, Književno društvo Hiša poezije  (ISBN 978-961-6758-45-1)
- 2014 : Ne naslednjič, de Valérie Rouzeau (Pas revoir, Le Dé bleu, 1999), Književno društvo Hiša poezije, Poetikonove Lire  (ISBN 978-961-6758-49-9)

### Du slovène au français
- 2014 : L'esprit de la tortue est petit et très vieux, de Tone Škrjanec, Maison de la poésie de Tinqueux, Tinqueux  (ISBN 9791093367033)

## Théâtre

### Mises en scène
- 2017 : Auguste ne sait plus grand-chose du monde, de Pierre Soletti, Centre de Créations pour l’Enfance, Tinqueux[3].
- 2021 : Oh ! la la, de Bernard Friot et Hervé Tullet, commande du Théâtre de la ville de Rijeka (Croatie), dans le cadre de la nomination de la cité en tant que Capitale européenne de la culture 2020[5].

## Distinction
En avril 2018, Mateja Bizjak-Petit est décorée Chevalier de l'Ordre des Arts et des Lettres.